# Municipio de Salisbury (Carolina del Norte)
El municipio de Salisbury (en inglés: Salisbury Township) es un municipio ubicado en el  condado de Rowan en el estado estadounidense de Carolina del Norte. En el año 2010 tenía una población de 28.205 habitantes.

## Geografía
El municipio de Salisbury se encuentra ubicado en las coordenadas 35°40′19.5″N 80°27′49.21″O / 35.672083, -80.4636694.